# 山際永三
山際 永三（やまぎわ えいぞう、1932年(昭和7年)7月22日 - 2024年(令和6年)11月28日）は、日本の映画監督、演出家、評論家。石井輝男プロダクション代表、日本映画監督協会常務理事。兵庫県神戸市出身。

## 人物・来歴
志賀直哉の異母妹・淑子と山際太郎の次男として、神戸市に生まれる。疎開先だった福島県会津若松市を出身と記載することが多いが、実際はほとんど東京で過ごしていた。麻布学園時代に同級生の佐藤重臣と、映画評論同人誌を発行。慶應義塾大学文学部フランス文学科卒業。孫は男劇団 青山表参道Xへの所属経験を持つ俳優の山際海斗。
新東宝映画製作所入社後、内田吐夢監督の『たそがれ酒場』（1955年）にてフォース助監督を務める。その後は、石井輝男監督、三輪彰監督らに師事した。
1961年の新東宝倒産後、同社のプロデューサー・佐川滉の佐川プロダクション製作で、大宝が配給した『狂熱の果て』にて監督デビュー。その傍ら、「映画評論」に評論を発表し、小津安二郎、黒澤明、木下恵介、今井正ら巨匠監督を批判している。1964年以降は、国際放映の専属として、多くのテレビ映画を監督。1969年にフリーランスになる。
1970年、『現代日本映画論大系 3』（冬樹社）に論文『チグハグなぼくらのたたかい』が収録される。
脚本家の市川森一、TBSプロデューサーの橋本洋二とで「一二三トリオ」と呼ばれ、『コメットさん』に始まる「ブラザー劇場」の一連のテレビ映画（国際放映製作）や、後の第二期ウルトラシリーズでも数多く監督する。『帰ってきたウルトラマン』に参加していた際、橋本の誘いで『シルバー仮面』に参加するため、同番組を3クールで降板している。
オウム問題や拉致問題に関する社会評論を展開している。首都圏女性連続殺人事件や狭山事件などの冤罪支援運動や死刑制度廃止運動、被逮捕者の人権擁護運動などでも知られる。オウムに関しては野崎研二弁護士にオウム弁護を持ちかけたのは自分で、横山昭二弁護士解任には役割を果たしてくれたと述べている。
2000年代に入ってからは舞台劇の演出を手がけている。
2005年8月12日、石井輝男が死去した際には、葬儀委員長を務め、その後は石井輝男プロダクションの代表を石井から引き継いだ。
2024年11月28日、老衰による敗血症のため東京都内の病院で死去。92歳没。

## フィルモグラフィ

### 映画
- たそがれ酒場（1955年、内田吐夢監督）- フォース助監督
- 恋愛ズバリ講座（1961年、三輪彰・石川義寛・石井輝男監督）
  - 「恋愛ズバリ講座 第三話」（石井輝男監督）- 脚本[8]
- 狂熱の果て（1961年）- 監督・脚本
- 黒と赤の花びら（1962年、柴田吉太郎監督）- チーフ助監督
- 映画監督って何だ!（2006年、伊藤俊也監督）- 製作応援・出演

### テレビ映画
特筆以外は監督。
- チャンピオン太（1962年）- 助監督
- ライオン劇場『チャコちゃん』（1966年）
- 泣いてたまるか（1966年）
- ブラザー劇場『コメットさん』（1967年）
- ブラザー劇場『どんといこうぜ!』（1969年）
- ブラザー劇場『胡椒息子』（1969年）
- 恐怖劇場アンバランス（1969年製作、1973年放映）
- ブラザー劇場『彦左と一心太助』（1969年）
- ブラザー劇場『千葉周作 剣道まっしぐら』（1970年）
- ウルトラシリーズ
  - 帰ってきたウルトラマン（1971年）
  - ウルトラマンA（1972年）
  - ウルトラマンタロウ（1973年）
  - ウルトラマンレオ（1975年）
- タケダアワー『シルバー仮面』（1971年）
- ブラザー劇場『熱血猿飛佐助』（1972年）
- ジキルとハイド（1973年）
- 日本沈没（1974年）
- 怪奇ロマン 君待てども（1974年）
- それ行け!カッチン（1975年）
- ぐるぐるメダマン（1976年）
- ライオン奥様劇場『小さくとも命の花は』（1977年）
- ライオン奥様劇場『ぼくどうしたらいいの』（1978年）
- ライオン奥様劇場『愛よいのちよ』（1978年）
- 俺はあばれはっちゃく（1979年）
- サンキュー先生（1980年）
- 男!あばれはっちゃく（1980年）
- おてんば宇宙人（1981年）
- 横浜米軍機墜落事件（1981年）
- 宿題ひきうけ株式会社（1982年）
- 水色のジュン（1982年）
- 人魚がくれたさくら貝（1982年）
- ちびっ子かあちゃん（1983年）

## 著作
- 『現代日本映画論大系 3』（1970年、冬樹社）- 共著[9]
- 『報道被害 11人の告発』（1991年、創出版）- 共著・編著

著者：山際永三・池田理代子・桐生裕子・竹久みち・中西ミツ子・佐川一政・八尾恵・草野光子・米原ゆり・三浦和義・神戸エイズ被害者
- 『「悪魔のお前たちに人権はない!」 学校に行けなかった「麻原彰晃の子」たち』（2001年、社会評論社）共著：手塚愛一郎・松井武・深見史 ISBN 4784514171
- 『監督 山際永三、大いに語る 映画『狂熱の果て』から「オウム事件」まで』（2018年、彩流社）共著：内藤誠・内藤研 ISBN 4779125251